# Стеніко
Стеніко (італ. Stenico) — муніципалітет в Італії, у регіоні Трентіно-Альто-Адідже,  провінція Тренто.
Стеніко розташоване на відстані близько 480 км на північ від Рима, 21 км на захід від Тренто.
Населення — 1168 осіб (2014).
Щорічний фестиваль відбувається 26 червня. Покровитель — San Vigilio.

## Демографія
Населення за роками:

Станом на 1 січня 2023 року в муніципалітеті офіційно проживало 68 іноземців з 13 країн, серед них 12 громадян країн Євросоюзу та 2 громадяни України.

## Сусідні муніципалітети
- Бледжо-Інферіоре
- Боченаго
- Дорсіно
- Джустіно
- Ломазо
- Пінцоло
- Тре-Вілле
- Сан-Лоренцо-ін-Банале